# Łukasz Mikołajczyk
Łukasz Mikołajczyk (ur. 12 sierpnia 1977 w Ostrowie Wielkopolskim) – polski polityk, nauczyciel i samorządowiec, senator IX kadencji, w latach 2019–2020 wojewoda wielkopolski, od 2021 dyrektor administracyjny Akademii Kaliskiej im. Prezydenta Stanisława Wojciechowskiego.

## Życiorys
Ukończył Technikum Elektroniczno-Mechaniczne w Zespole Szkół Technicznych w Ostrowie Wielkopolskim (1997), następnie informatykę na poziomie licencjackim (2000) w Wyższej Szkole Pedagogicznej w Częstochowie i magisterskim (2003) na Politechnice Opolskiej. Odbył studia podyplomowe m.in. z matematyki oraz resocjalizacji i socjoterapii. Podjął pracę jako nauczyciel informatyki i matematyki w rodzinnej miejscowości. Był zatrudniony w szkołach podstawowych, gimnazjalnych i średnich, zaś w 2007 objął stanowisko dyrektora Szkoły Podstawowej nr 9 w Ostrowie Wielkopolskim. W 2012 został założycielem lokalnego Stowarzyszenia „Ludzie dla ludzi”.
Zaangażował się w działalność polityczną w ramach Prawa i Sprawiedliwości. W 2010 i 2014 uzyskiwał z ramienia PiS mandat radnego powiatu ostrowskiego. W wyborach parlamentarnych w 2015 został wybrany do Senatu IX kadencji w okręgu wyborczym nr 95. W 2018 kandydował na prezydenta Ostrowa Wielkopolskiego, zajmując 2. miejsce z wynikiem 20,36% głosów (dotychczasowa prezydent Beata Klimek zwyciężyła w I turze). W 2019 nie uzyskał senackiej reelekcji.
25 listopada 2019 został powołany przez premiera Mateusza Morawieckiego na urząd wojewody wielkopolskiego. W grudniu 2020 w związku z decyzją dotyczącą zamku w Stobnicy minister spraw wewnętrznych i administracji Mariusz Kamiński skierował wniosek do premiera Mateusza Morawieckiego o odwołanie Łukasza Mikołajczyka ze stanowiska wojewody wielkopolskiego. 15 grudnia tegoż roku został odwołany z funkcji wojewody.
Wykładowca na Wydziale Nauk Społecznych Akademii Kaliskiej im. Prezydenta Stanisława Wojciechowskiego, w 2021 objął stanowisko dyrektora administracyjnego tej uczelni. W 2023 ponownie z ramienia PiS kandydował do Senatu. W 2024 został kolejny raz wybrany na radnego powiatu.

## Życie prywatne
Żonaty z Kamilą, ma dwie córki.